# Satúrnids
Els satúrnids (Saturniidae) són una família de lepidòpters ditrisis de la superfamília dels bombicoïdeus (Bombycoidea). Se n'han descrit unes 2.400 espècies a tot el món. Els satúrnids inclouen arnes com les papallones gegants de la seda que es creu que tenen el millor olfacte dels éssers vius del món, ja que els mascles poden detectar una femella amb una sola molècula de feromona.
Els adults es caracteritzen per la seva mida molt gran, el cos pesant cobert per escates piloses, ales amb lòbuls, aparell bucal reduït i cap petit.
Aquestes arnes sovint tenen colors brillants i tenen "ulls" en les seves ales. Normalment els mascles es distingeixen de les femelles per les seves llargues i amples antenes. Molts adults tenen una envergadura alar d'entre 2,5 a 15 cm, però l'espècie tropical Attacus atlas arriba a tenir-ne 30 cm.
Els imagos tenen l'aparell bucal atrofiat, per tant són incapaços d'alimentar-se. Això fa que només disposin d'uns pocs dies de vida per a reproduir-se i pondre els ous. Aquesta contrarellotge és més complicada si viuen en zones amb alts índexs de contaminació lumínica, ja que la llum artificial les atreu i desorienta.

## Distribució
La majoria viuen en zones boscoses tropicals i subtropicals amb la major biodiversitat als tròpics del Nou Món i Mèxic, però es troben a gairebé tot el món. Una dotzena d'espècies viuen a Europa (entre elles Saturnia pyri, el lepidòpter més gros del continent) i 68 espècies han estat descrites a Amèrica del Nord.

### Espècies presents als Països Catalans
- Saturnia pyri
- Saturnia pavonia
- Aglia tau
- Actias
- Graellsia isabellae
- Antheraea pernyi - Introduïda.
- Argema mimosae
- Gonimbrasia belina
- Lonomia obliqua
- Rothschildia jacobaeae
- Samia cynthia - Introduïda i probablement ja extingida.

## Taxonomia
- Subfamília Oxyteninae
  - Oxytenis
- Subfamília Cercophaninae
- Subfamília Arsenurinae (10 gèneres, Neotropical)
  - Paradaemonia Bouvier, 1925
- Subfamília Ceratocampinae (27 gèneres, Amèrica,)
  - Adeloneivaia
  - Anisota
    - Anisota stigma
    - Anisota senatoria

  - Citheronia
    - Citheronia azteca
    - Citheronia lobesis
    - Citheronia regalis
    - Citheronia sepulcralis

  - Dryocampa
    - Dryocampa rubicunda

  - Eacles
    - Eacles imperialis

  - Sphingicampa
  - Syssphinx
- Subfamília Hemileucinae (51 gèneres, Amèrica)
  - Automeris
    - Automeris io

  - Coloradia
  - Hemileuca
    - Hemileuca nevadensis
    - Hemileuca maia

  - Lonomia
  - Ormiscodes
- Subfamily Agliinae (monotípic)
  - Aglia
    - Aglia tau
- Subfamily Ludiinae (8 gèneres, Àfrica)
- Subfamily Salassinae (monotípic, Tropical)
  - Salassa
- Subfamily Saturniinae (més de 70 gèneres, en zones tropicals i temperades de tot el món)

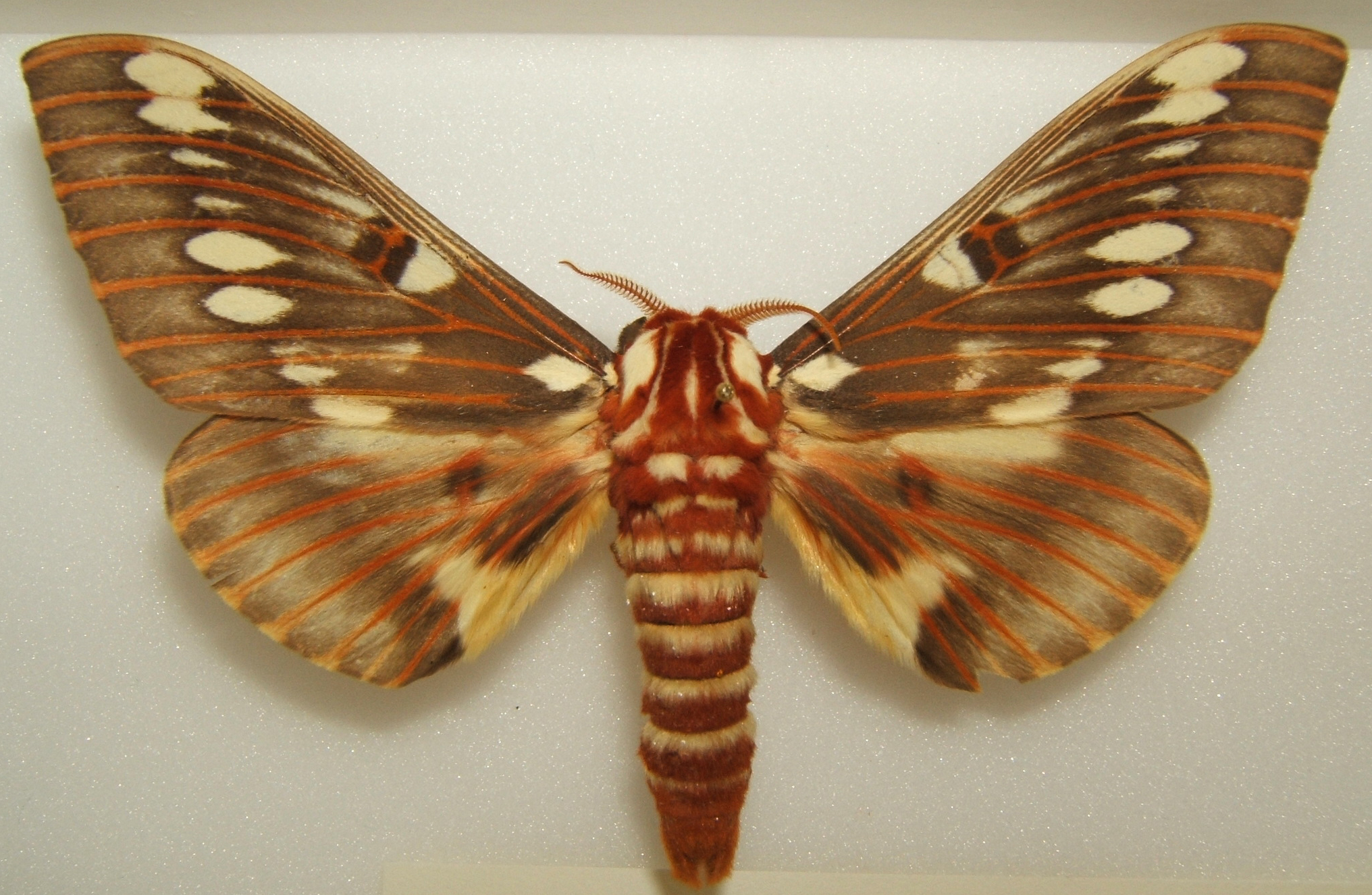
Mascle de Citheronia splendens (Ceratocampinae)
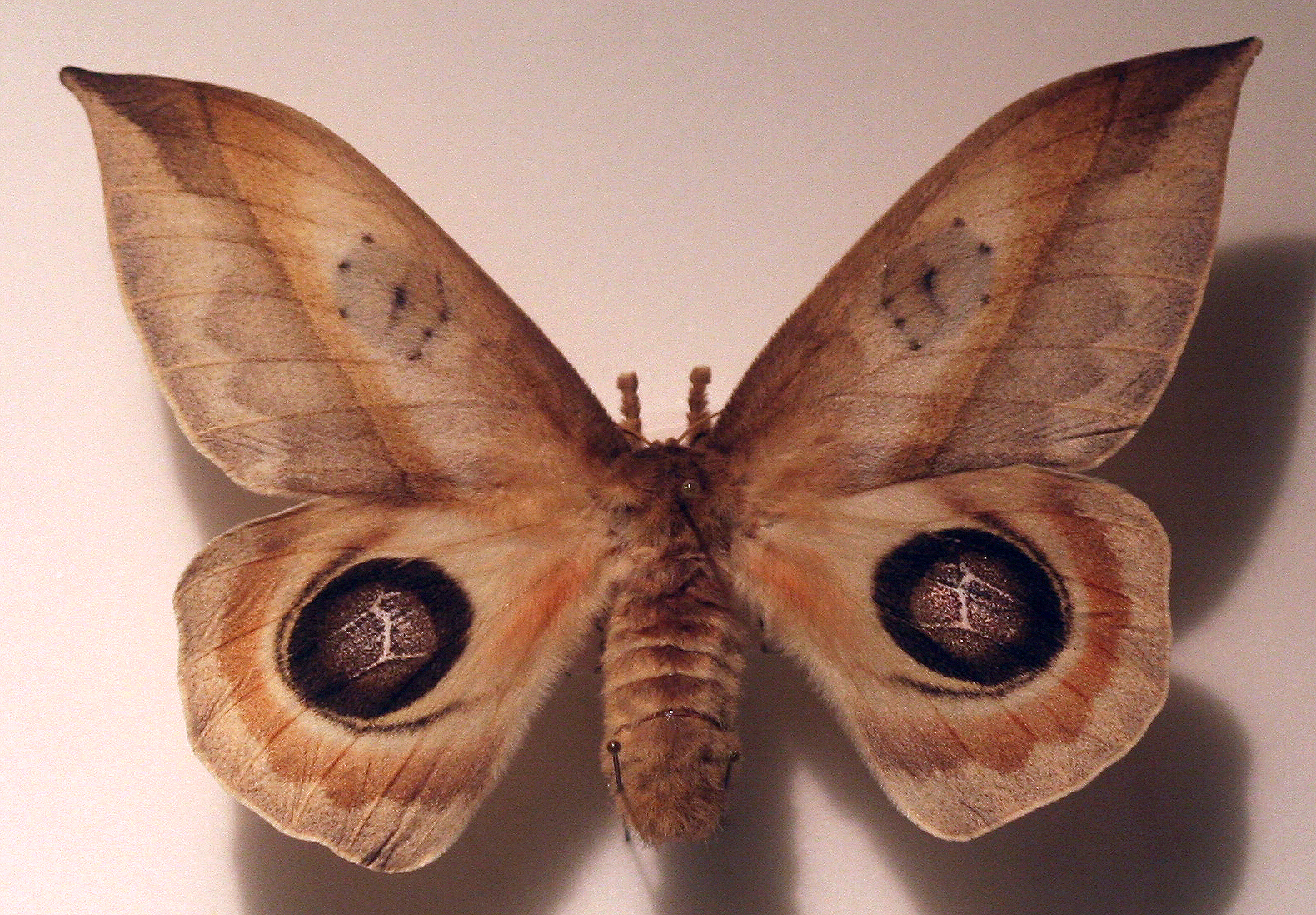
Automeris metzli (Hemileucinae)
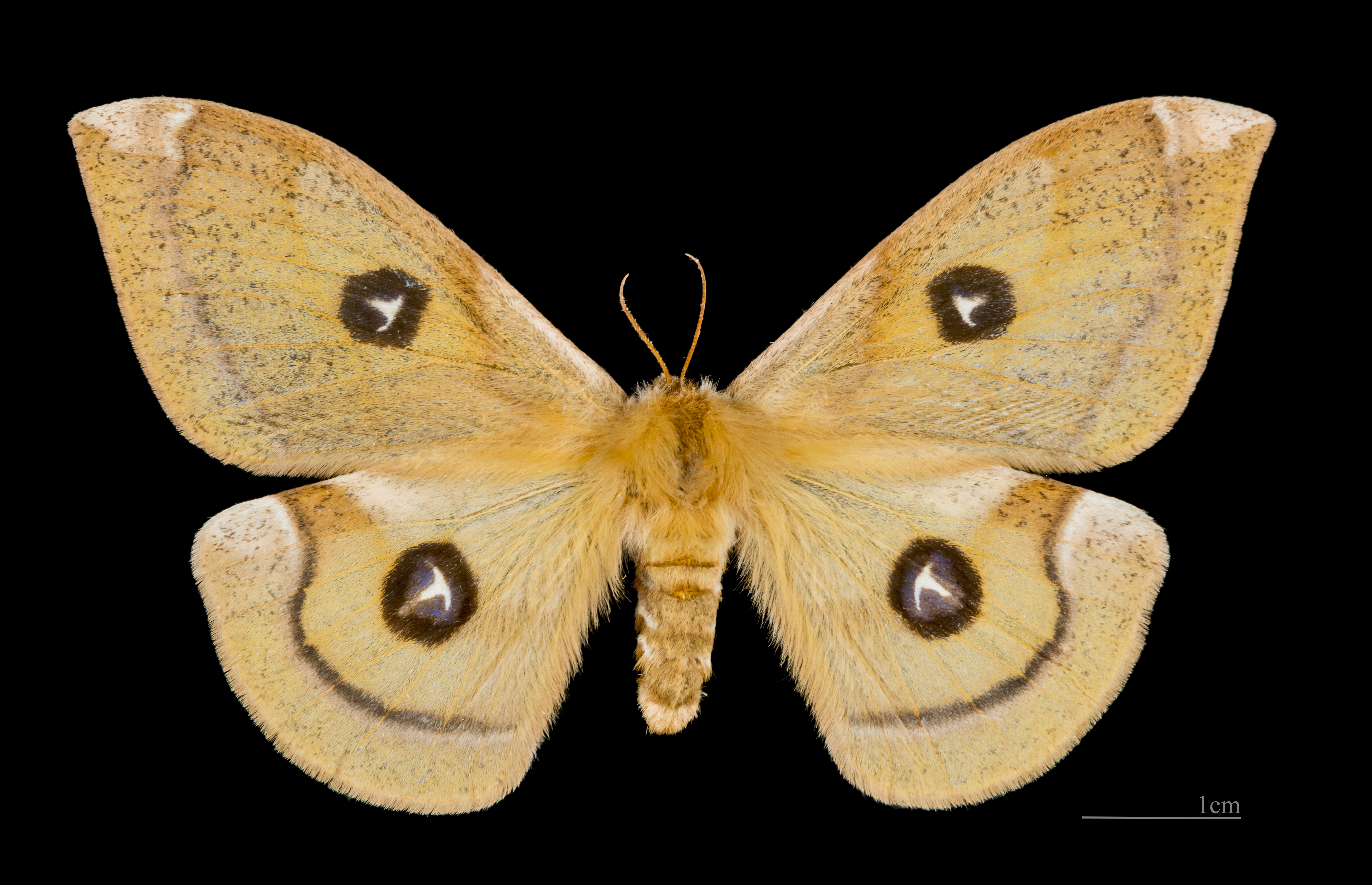
Femella d'Aglia tau, Agliinae)
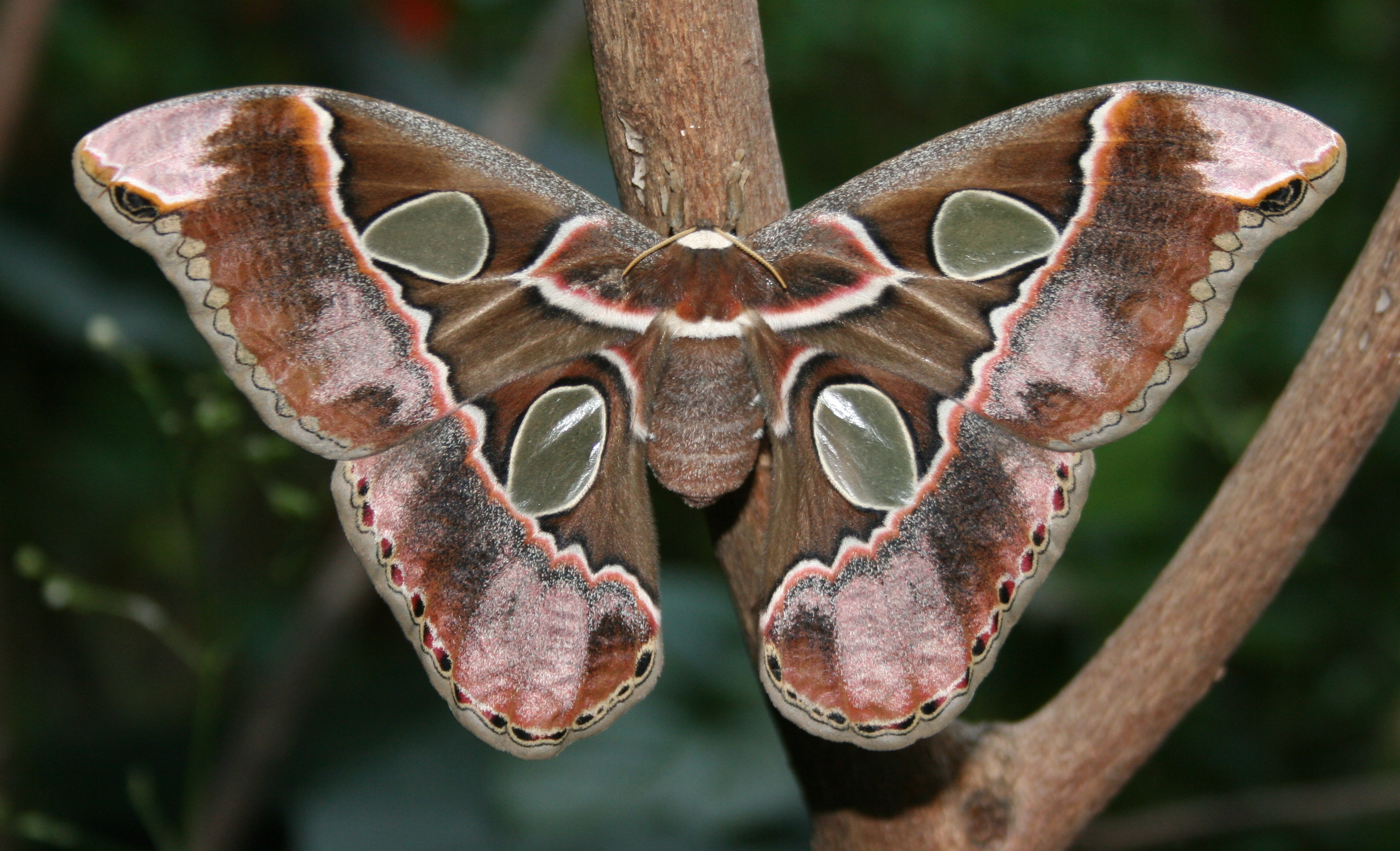
Rothschildia cincta